# Оданець Валентина Іванівна
Валентина Іванівна Оданець (нар. 1952, село Розумівка, тепер Карлівського району Полтавської області) — українська радянська діячка, ланкова колгоспу «Прогрес» Карлівського району Полтавської області. Депутат Верховної Ради СРСР 10—11-го скликань.

## Біографія
Народилася в селянській родині Івана Наконечного. Закінчила восьмирічну школу села Розумівки Карлівського району Полтавської області.
У 1968—1972 роках — санітарка фельдшерсько-акушерського пункту Полтавської області. У 1972—1974 роках — завідувач сільського клубу Карлівського району Полтавської області.
Освіта середня. Заочно закінчила консульпункт Карлівської середньої школи в селі Лип'янці Карлівського району.
З 1974 року — технік штучного осіменення, колгоспниця, з 1980 року — ланкова рільничої ланки колгоспу «Прогрес» села Бабайкове Карлівського району Полтавської області. Збирала високі врожаї цукрових буряків.